# Фаловський Олександр Олександрович
Олекса́ндр Олекса́ндрович Фаловський (1909.08.18, Донецьк. обл., м.Костянтинівка — 31 березня 2007 р.) — український вчений-геолог. Провідний науковий співробітник Інституту геологічних наук (ІГН) НАН України, головний інженер Дослідного підприємства при ІГН, кандидат геолого-мінералогічних наук.

## Життєпис
У 1928 р. закінчив школу фабрично-заводського навчання, працював на заводі. У 1929 направлений на навчання до Києва, закінчив Гірничо-геологічний інститут за фахом «Гідрогеологія та інженерна геологія».
До 1942 р. Олександр Олександрович працював інженером, старшим геологом, начальником пошукової партії «Водоканалпроект» Києва та Харкова.
Учасник Другої світової війни (1942—1946).
З 1946 р. повернувся до Києва, почав працювати виконуючим обов'язки старшого наукового співробітника ІГН Академії наук України.
У 1948 р. захистив дисертацію: «Гідрологічне районування Дніпровського буровугільного басейну та типізація обводнення буровугільних родовищ» і здобув ступінь кандидата геолого-мінералогічних наук.

## Творчий доробок
Автор 100 друкованих наукових праць і 118 рукописних.